# Dichotomius ohausi
Dichotomius ohausi är en skalbaggsart som beskrevs av Luederwaldt 1923. Dichotomius ohausi ingår i släktet Dichotomius och familjen bladhorningar. Inga underarter finns listade i Catalogue of Life.